# Stonemyia caucasica
Stonemyia caucasica är en tvåvingeart som först beskrevs av Krober 1921.  Stonemyia caucasica ingår i släktet Stonemyia och familjen bromsar. Inga underarter finns listade i Catalogue of Life.